# Crédit municipal de Toulouse
 (février 2016).
Si vous disposez d'ouvrages ou d'articles de référence ou si vous connaissez des sites web de qualité traitant du thème abordé ici, merci de compléter l'article en donnant les références utiles à sa vérifiabilité et en les liant à la section « Notes et références ».

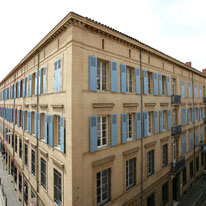
Le Crédit municipal de Toulouse, 29 rue des Lois

Le Crédit Municipal de Toulouse est un établissement public communal de crédit et d'aide sociale installé au cœur de Toulouse depuis 1867. Autrefois mont-de-Piété, dit « ma tante », il s'inscrit parmi les plus anciennes institutions bancaires de France. Depuis sa création, le Crédit municipal de Toulouse est situé au 29 rue des Lois, tout près de la place du Capitole et a pour activité principale le prêt sur objet. Il s'agit de déposer en gage un objet de valeur (bijoux, or, objets précieux...) en échange d'un prêt immédiat représentant 50 % à 70 % de sa valeur sur le marché des ventes aux enchères publiques. Les Caisses de crédit municipal sont régies par le code monétaire et financier et sont rattachées à la municipalité du lieu de leur siège social.   

## Histoire
C'est en 1787 que l'idée de la création d'un Mont-de-Piété fut soumise aux Capitouls de Toulouse. Cependant, ce projet n'aboutira pas en raison des événements révolutionnaires qui suivirent. En effet, les 21 monts-de-piété situés à Paris et en province furent fermés après 1789. Ils ne rouvriront que sous Napoléon Bonaparte qui était très attaché à cette institution. La loi du 26 pluviôse an XII (16 février 1804) leur donnera le monopole des prêts sur gages.
À Toulouse, c'est sous la Restauration (le 4 mars 1827), qu'est créée une société anonyme du prêt charitable et gratuit. Pendant que la Société toulousaine se développe lentement à cause de règles très strictes (prêts plafonnés à 500 francs pour 6 mois), au niveau national, l'implantation s’accélère et 44 Monts-de-Piété sont en activité sur l'ensemble du territoire en 1848.
Le décret impérial du 14 décembre 1867 autorise l'ouverture d'un mont-de-piété à Toulouse. Les besoins de la population s'accroissent et la société de prêt gratuit ne suffit plus pour répondre à la demande. C'est Alcibiade Fossé, conseiller honoraire à la Cour impériale de Toulouse qui est nommé directeur de l'établissement. Un local est trouvé au 29 rue des Lois. Le premier conseil d'administration de l'établissement l'obtient pour 70 000 francs et les premiers employés sont embauchés. Avec l'évolution du mode de vie, l'établissement va fidéliser une clientèle variée, de l'ouvrier au bourgeois en mal de liquidité. Ces personnes sont prêtes à engager des bijoux, des meubles, des tableaux, des armes, des livres, des matelas, des outils, des effets militaires (qui seront par la suite interdits de dépôt en 1884). C'est l'âge d'or du mont-de-piété. Pour faire face à cet afflux, des travaux d'agrandissement sont entrepris entre 1881 et 1896, et comme à Paris, une étuve est installée pour désinfecter les matelas, les linges et objets de literie déposés en gage. 

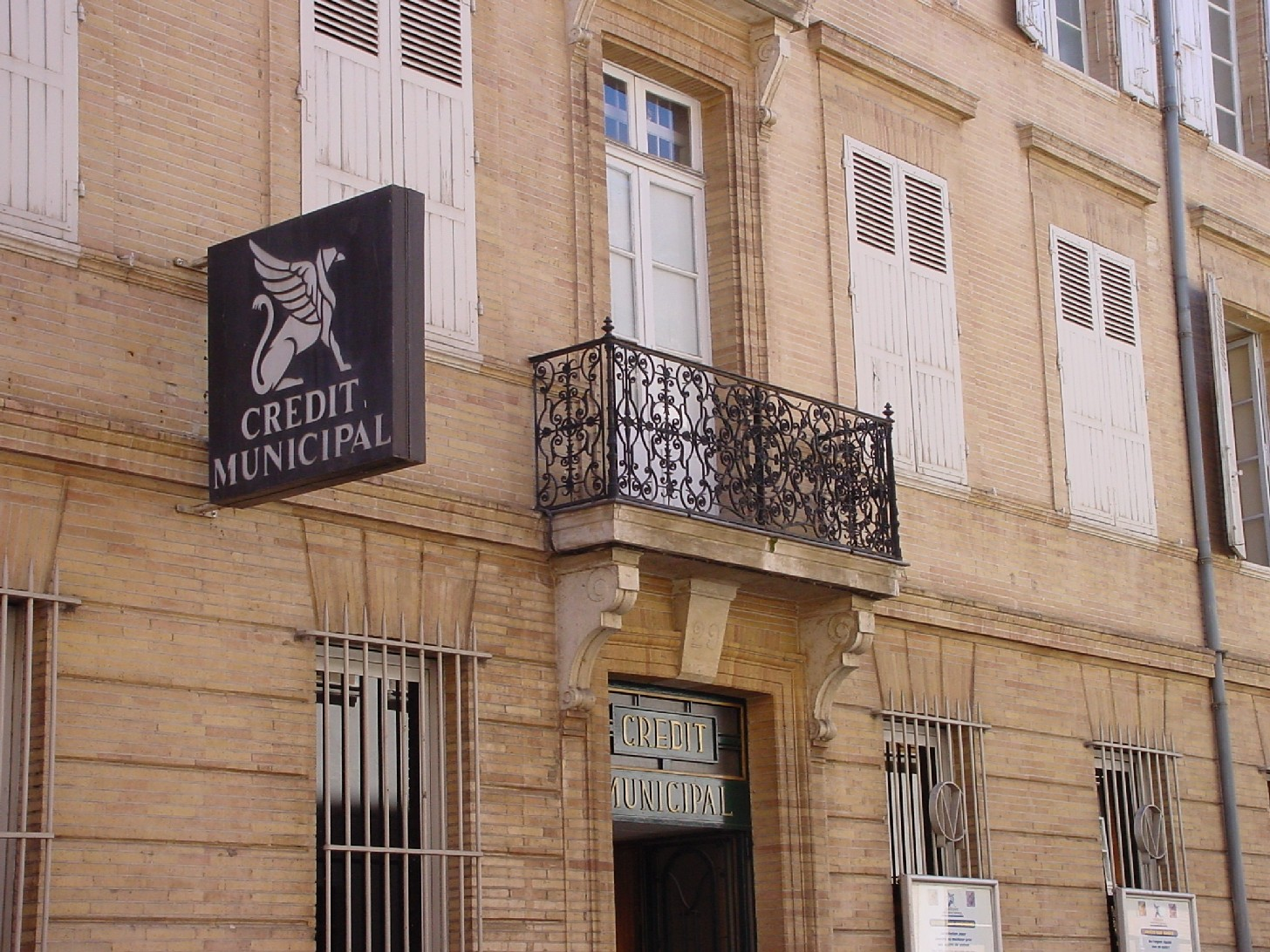

De 1890 à 1914, l'activité du mont-de-piété croît encore. C'est entre 1914 et 1918 que le mont-de-piété de Toulouse rencontre certaines difficultés. Le nombre d'objets déposés diminue, le taux et le montant des prêts sont plafonnés, les dégagements pour les gages de petits montant deviennent gratuits alors que les ventes de gages non récupérés sont interdites. Le mont-de-piété connait alors ses premières pertes. Dès 1918, les Monts-de-Piété changent de nom et deviennent désormais les « Caisses de crédit municipal ». 
En 1930, le Crédit municipal se lance dans le prêt gagé sur automobiles et l'établissement transforme son sous-sol en garage. Le dernier véhicule ne disparaîtra qu'en 1995 à l'occasion de travaux.
En 1955, le décret du 20 mai leur permet d'obtenir le statut d'établissement public d'aide sociale.
Avec la loi du 24 janvier 1984, les caisses de crédit municipal se voient conférer le statut d'établissement de crédit et sont intégrées dans le système bancaire.
En 2011, le Crédit municipal de Toulouse est en partenariat avec l'association CLAS-Violette, pour développer une monnaie complémentaire, le sol violette. On peut donc se rendre au Crédit municipal et y échanger des euros contre des sols.
En 2018, la première agence est ouverte à Montauban (Tarn-et-Garonne).

## Activités

### Prêts sur gage

#### Le prêt sur objet / prêt sur gage
Le prêt sur objet est un prêt contre le dépôt d'un objet (bijou, œuvre d'art, or...). C'est un prêt immédiat sans condition de ressources, après estimation. La durée du prêt s'étend sur six mois et peut être renouvelée. Le bien peut être récupéré à tout moment contre le remboursement du capital prêté et des intérêts échus. Si au terme d'une période de sept mois un objet n'a pas été récupéré ou renouvelé, le Crédit municipal de Toulouse présentera le bien à l'une de ses ventes publiques[réf. nécessaire].

#### Estimation
Des appréciateurs, des commissaires-priseurs ou encore des gemmologues travaillent en collaboration avec les crédits municipaux afin de procéder à une estimation des objets déposés. Ils vérifient leur authenticité et leur valeur sur le marché des ventes aux enchères publiques afin de proposer une estimation la plus juste possible[réf. nécessaire].

### Ventes aux enchères

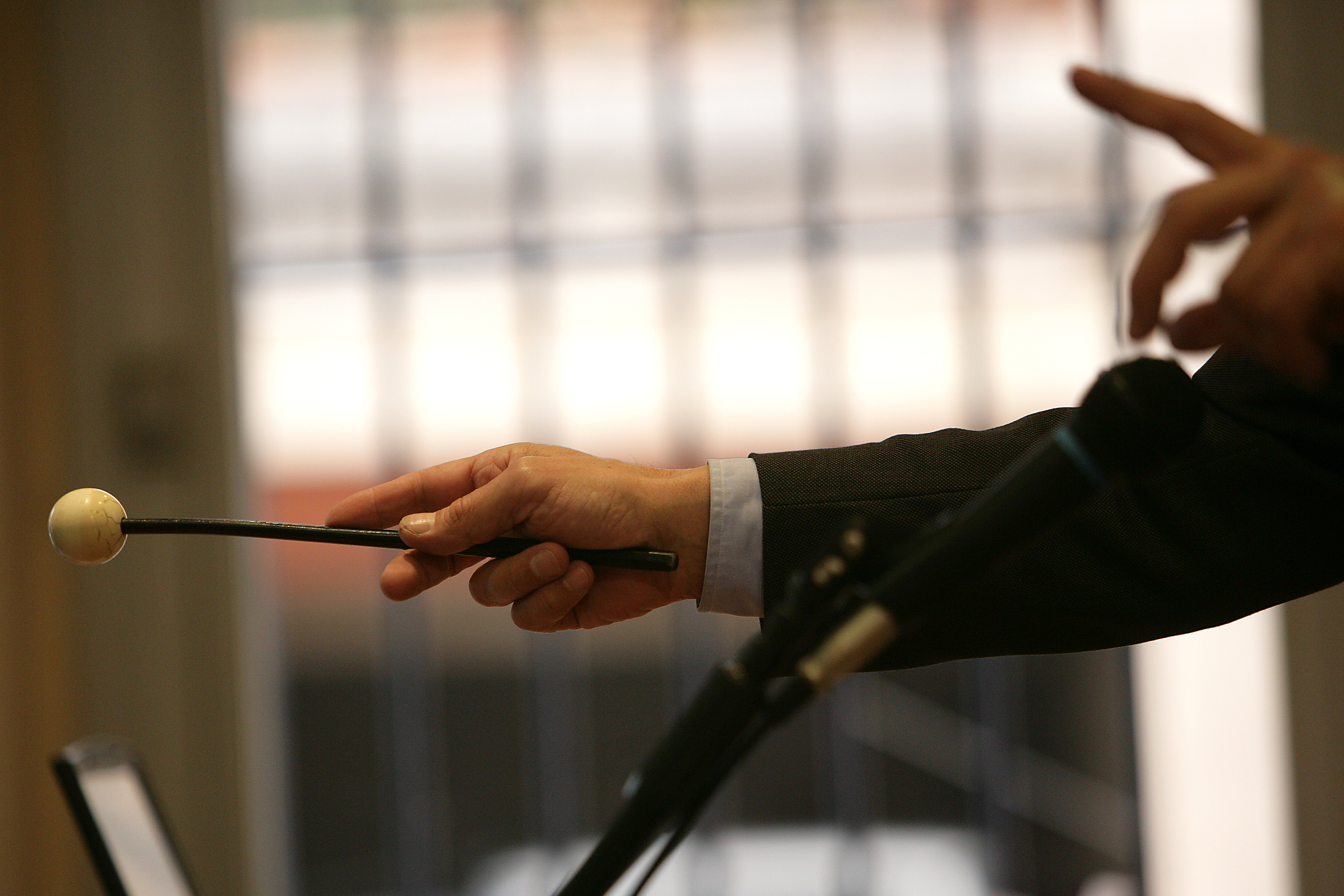
Le marteau du commissaire-priseur lors des ventes aux enchères.

Des ventes aux enchères publiques sont organisées. Si l'objet se vend plus cher que ce qui a été prêté, la différence (boni) revient au déposant[réf. nécessaire].